# Nachschonim
Nachschonim (hebräisch נַחְשׁוֹנִים deutsch ‚Pioniere‘, englisch Nahshonim) ist ein Kibbuz in Israel. Der Ort liegt im Süden der Scharonebene bei der Stadt Rosch haAjin. Der 1949 gegründete Kibbuz zählt zur Regionalverwaltung  Drom HaScharon im israelischen Zentralbezirk. Die Gründer, die zumeist aus Ägypten kamen, wussten um den Ursprung des Ortsnamens im biblischen Pionier Nachschon, der Mose beim Auszug aus Ägypten an die Seite gestellt wurde. 2018 hatte der Ort 399 Einwohner.
Harel Levy, ein ehemaliger israelischer Tennisspieler, wurde in Nachschonim geboren.